# Nemesgörzsöny
Nemesgörzsöny è un comune dell'Ungheria di 776 abitanti (dati 2001). È situato nella contea di Veszprém.